# Hermann Möller

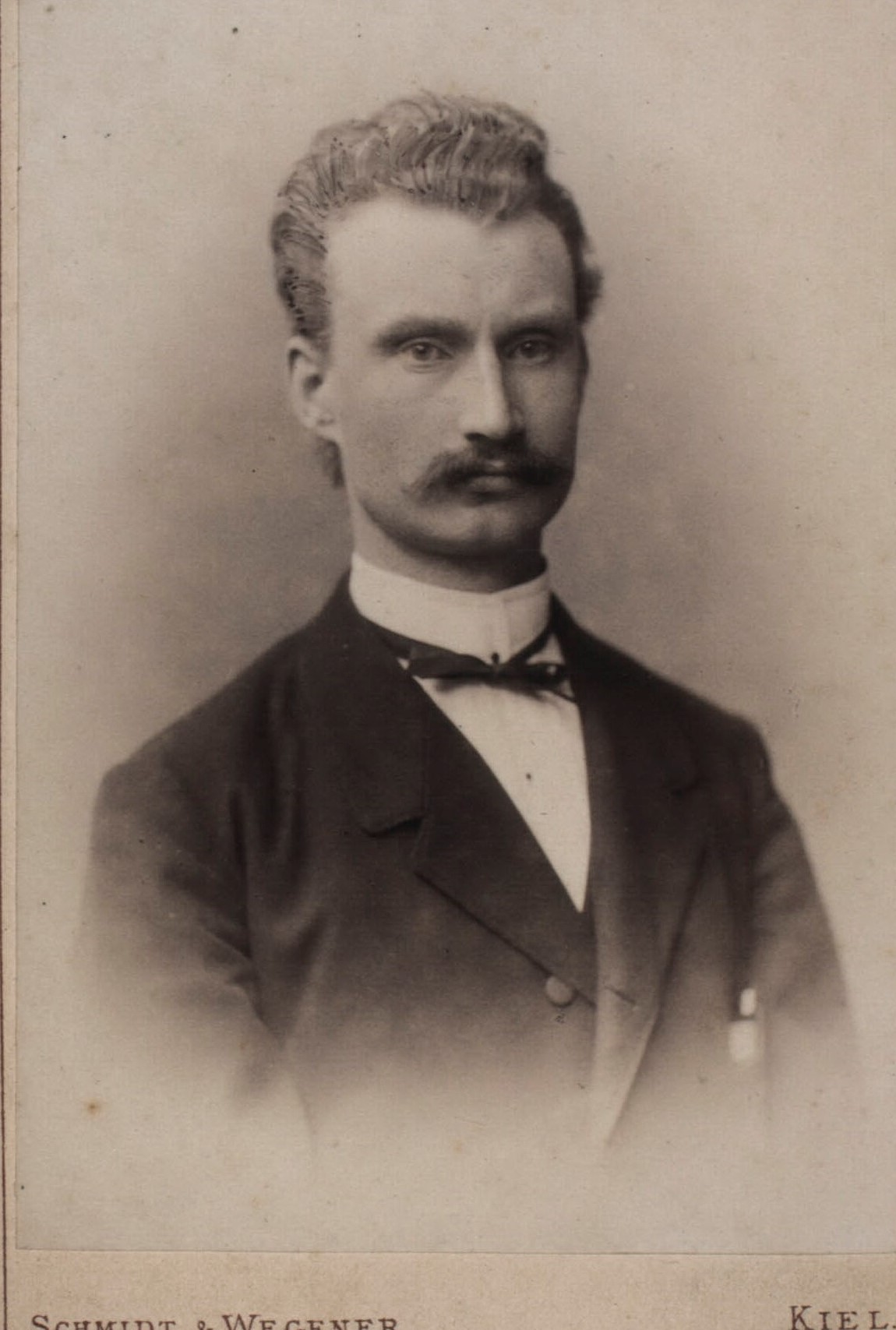
Hermann Möller

Martin Thomas Hermann Möller oder Møller (* 13. Januar 1850 in Hjerpsted, Amt Tondern, Herzogtum Schleswig; † 5. Oktober 1923 in Kopenhagen) war ein deutsch-dänischer Sprachwissenschaftler. Er war von 1888 bis 1921 Professor für germanische Philologie an der Universität Kopenhagen. Als historischer Linguist ist er vor allem für seine Untersuchungen zur Untermauerung der These einer genetischen Verwandtschaft zwischen den indogermanischen Sprachen und den semitischen Sprachen bekannt.

## Leben
Hermann Möller wuchs auf Sylt und Oland auf, wo sein Vater Pastor war, und kam so mit dem Nordfriesischen in Berührung. Nach Abschluss der Latein- und Realschule in Flensburg studierte er 1867–68 an der Universität Kiel, dann bis 1872 in Leipzig, München und Berlin Geschichte, klassische und germanische Philologie. An der Universität Leipzig wurde er ein Anhänger „der neuen vergleichenden Richtung“ (der Junggrammatiker). Nach einem Studienaufenthalt in Breslau promovierte Möller 1875 in Leipzig zum Dr. phil.
Er wurde 1878 Privatdozent für vergleichende Sprachwissenschaft und germanische Sprachen an der Universität Kiel. Hier war er der Erste, der im Wintersemester 1879/80 eine Lehrveranstaltung zum Friesischen angeboten hat. 1883 wechselte Möller als Dozent für deutsche Sprache und Literatur an die Universität Kopenhagen. Dort hatte er von 1888 bis 1921 eine ordentliche Professur für germanische Philologie. 1892 wurde er zum Mitglied der dänischen Akademie der Wissenschaften gewählt.

## Wirken
Möllers magnum opus war das Vergleichende indogermanisch-semitische Wörterbuch von 1911. Er ist auch für seine Version der Laryngaltheorie bekannt, die er in Die semitisch-vorindogermanischen laryngalen Konsonanten (1917) darstellte. Möller erkannte als erster die bahnbrechende Wirkung von F. de Saussure’s These über die Vokalalternationen im indogermanischen Vokalismus im Jahre 1879. Er verteidigte diese These gegen einigen heftigen Widerstand, verbesserte und verfeinerte sie im folgenden Jahr.
Basierend auf seinen Forschungen auf dem Gebiet der semitischen Sprachen bezeichnete er die kausalen Kehlkopflaute als Laryngale. Gemäß Oswald Szemerényi (1990) kann er somit mit Recht als der wahre Begründer der Laryngaltheorie angesehen werden.
Möllers Theorie, Ergebnis langjähriger fachmännischer Arbeit, erhielt keine allgemeine Anerkennung von der linguistischen Fachwelt und wird im 21. Jahrhundert nur noch selten erwähnt. Sie wurde allerdings seinerzeit von einer Anzahl führender Linguisten als gültig akzeptiert, so etwa Holger Pedersen (1924) und Louis Hjelmslev. Nach Hjelmslev (1970) wurde „eine Urverwandtschaft zwischen Indogermanisch und Hamito-Semitisch im Detail von dem dänischen Linguisten Hermann Möller gezeigt, unter Benutzung der Methode der Elementfunktionen“.
Möllers Arbeit wurde von Albert Cuny (1924, 1943, 1946) in Frankreich und in jüngerer Zeit von dem amerikanischen Gelehrten Saul Levin (1971, 1995, 2002) fortgeführt. Es ist zweifellos auf Möllers Arbeit zurückzuführen, dass Holger Pedersen Hamito-Semitisch in seine angenommene nostratische Sprachfamilie einschloss, eine Klassifikation, die bei folgenden Nostratizisten (z. B. Wladislaw Illitsch-Switytsch und Allan Bomhard) beibehalten wurde. Die hamitische Familie wurde von Joseph Greenberg (1963) als ungültig verworfen, der folglich auch den Namen „Hamito-Semitisch“ ablehnte und durch das heute übliche „Afro-Asiatisch“ ersetzte.

## Werke (Auswahl)
- Semitisch und Indogermanisch. Teil l. Konsonanten. H. Hagerup, Kopenhagen 1906 (Reprint Georg Olms, Hildesheim/New York 1978, ISBN 3-487-06669-6)
- Vergleichendes indogermanisch-semitisches Wörterbuch. Vandenhoeck and Ruprecht, Göttingen 1911 (Reprint 1970, Neuauflage 1997, ISBN 3-525-26115-2)
- Die semitisch-vorindogermanischen laryngalen Konsonanten. Andr. Fred. Høst, København 1917.